# Drets reproductius
Els drets reproductius són aquells drets que busquen protegir la llibertat i autonomia de totes les persones per decidir amb responsabilitat si tenir fills o no, quants, en quin moment i amb qui. Aquests drets donen, doncs, la capacitat a totes les persones de decidir i determinar la seva vida reproductiva.
Els drets reproductius, de la mateixa manera que els drets humans, són inalienables i no estan subjectes a discriminació per gènere, edat o raça.

## Història del concepte de «drets reproductius»
L'origen del concepte de drets reproductius, en el marc de Nacions Unides i l'Organització Mundial de la Salut, apareix en la Conferència de Teheran de 1968 i en la definició de Bucarest (Conferència sobre Població de 1974) com a un dret fonamental tant per les parelles com pels individus. La inclusió i integració de la planificació familiar dins del camp dels drets reproductius i de la salut reproductiva es produeix per primera vegada en la Conferència Internacional per millorar la salut de les Dones i els Nens per mitjà de la Planificació Familiar, a Nairobi, Kenya, (del 5 a 9 d'octubre de 1987).

El Programa d'Acció de la Conferència Internacional sobre Població i Desenvolupament, celebrada al Caire al setembre de 1994, dona aquesta definició dels drets reproductius:
| « | Els drets reproductius abasten certs drets humans que ja estan reconeguts en lleis nacionals, documents internacionals sobre els drets humans i en altres documents aprovats per consens. Aquests drets es basen en el reconeixement del dret bàsic de tots els individus i parelles de decidir lliurement i responsablement el nombre de fills, el temps entre naixements i de disposar de tota la informació i mitjans necessaris per a fer-ho, així com el dret a assolir el nivell més elevat de salut sexual i reproductiva. També inclou el dret a prendre decisions relatives a la reproducció sense patir discriminació, coaccions o violència, en conformitat amb allò que estableixen els documents dels drets humans. | » |
| — Programa d'Acció de la Conferència Internacional sobre Població y Desenvolupament, El Caire, Egipte, 5–13 de setembre, 1994, Doc. de l'ONU A/CONF.171/13/Rev.1 (1995) | |   |

## La dona i els drets reproductius

### Contextualització demogràfica
Històricament la dona ha realitzat i encara realitza el treball reproductiu, que inclou tant la reproducció humana com les cures i atencions que permeten la supervivència d'individus i societats. En contextos històrics d'alta mortalitat va ser necessari mantenir una alta natalitat per a garantir un reemplaçament suficient de les poblacions.
Durant la transició demogràfica es va produir una reducció radical de la taxa bruta de mortalitat. Posteriorment, en la que és coneguda com la segona transició demogràfica, es va produir una forta reducció de la taxa de natalitat. A aquests canvis cal sumar-ne uns altres sociològics que van afectar bàsicament al paper tradicional de la dona. És en aquest nou context on sorgeixen les demandes de drets reproductius, ja que el gran creixement demogràfic i el canvi de mentalitat en permetrien el seu exercici. A més a més d'aquesta situació, cal tenir en compte els avanços i la difusió dels mètodes anticonceptius. L'esforç reproductiu realitzat per les dones es redueix, ja que la supervivència dels individus permetria disminuir substancialment el nombre de fills. En les societats modernes hi ha una alta eficiència reproductiva que allibera a la dona d'alguna part del treball que desenvolupava tradicionalment. Això permet la seva incorporació en el mercat de treball modificant les relacions socials abans establertes i advertint canvis substancials: declivi del treball reproductiu, esfondrament del patriarcat, privatització de la sexualitat i reducció del control social sobre la sexualitat; entre d'altres.

### Drets reproductius
Alguns dels drets reproductius són els següents:
- Autonomia i autodeterminació del propi cos.
- A la vida.
- A la procreació.
- A la salut reproductiva.
- A informar-se mèdicament i adequadament sobre la reproducció humana, sense censura política ni religiosa.
- A l'accés als serveis sanitaris de salut reproductiva i de planificació familiar, com a part del sistema públic de salut.
- A l'accés als avanços científics en matèria de reproducció.
- A decidir sobre la reproducció sense patir discriminació, coerció o violència.

Formarien part dels drets reproductius el dret a escollir lliurement la parella sexual, així com concertar lliurement el matrimoni; la planificació familiar per decidir sobre la reproducció i l'accés als mètodes anticonceptius. També són derivats dels drets reproductius el dret de la dona a no ser acomiadada per embaràs, i el dret a la baixa maternal pagada.
En alguns països (Espanya i altres països d'Europa) es reconeix també el dret a baixa per paternitat, ja que el naixement d'un fill és responsabilitat de tots dos.

## Vulneració dels drets reproductius
En aquest sentit, els drets reproductius es vulneren en les societats en les quals existeixen matrimonis concertats, on les dones no tenen dret a romandre sense parella, ni a triar marit, ni a separar-se d'ell. A Afganistan, col·lectius de dones lluiten actualment contra la llei que permet la violació dins del matrimoni, donant dret al marit a mantenir relacions sexuals no constenides amb la seva dona sempre que ell vulgui. No obstant això, no es considera que hi ha violació dels drets reproductius quan una societat no reconeix el dret a l'avortament voluntari.